# Sörmjöle havsbad
Sörmjöle havsbad is een plaats in de gemeente Umeå in het landschap Västerbotten en de provincie Västerbottens län in Zweden. De plaats is opgedeeld in twee delen: Sörmjöle havsbad (westelijk deel) (Zweeds: Sörmjöle havsbad (västra delen)) en Sörmjöle havsbad (oostelijk deel) (Zweeds: Sörmjöle havsbad (östra delen)). Sörmjöle havsbad (westelijk deel) heeft 112 inwoners (2005) en een oppervlakte van 70 hectare. Sörmjöle havsbad (oostelijk deel) heeft 107 inwoners (2005) en een oppervlakte van 47 hectare.
De plaats ligt aan een baai van de Botnische Golf en is populair in de zomer. Er zijn onder andere een zandstrand en allerlei voorzieningen.